# ايكاترينا ستارشوفا
ايكاترينا ستارشوفا (بالروسية: Екатерина Игоревна Старшова)‏ هي متزلجة فنية وممثلة روسية، ولدت في 28 أكتوبر 2001 بموسكو في روسيا.

## وصلات خارجية
- ايكاترينا ستارشوفا على موقع IMDb (الإنجليزية)
- ايكاترينا ستارشوفا على موقع قاعدة بيانات الفيلم (الإنجليزية)
- ايكاترينا ستارشوفا على موقع كينوبويسك (الروسية)